# رادیوی عتیقه
رادیوی عتیقه گیرنده رادیویی است که بعضی از مردم آن را به خاطر قدمت و منحصربه‌فرد بودنش، نگه می‌دارند.

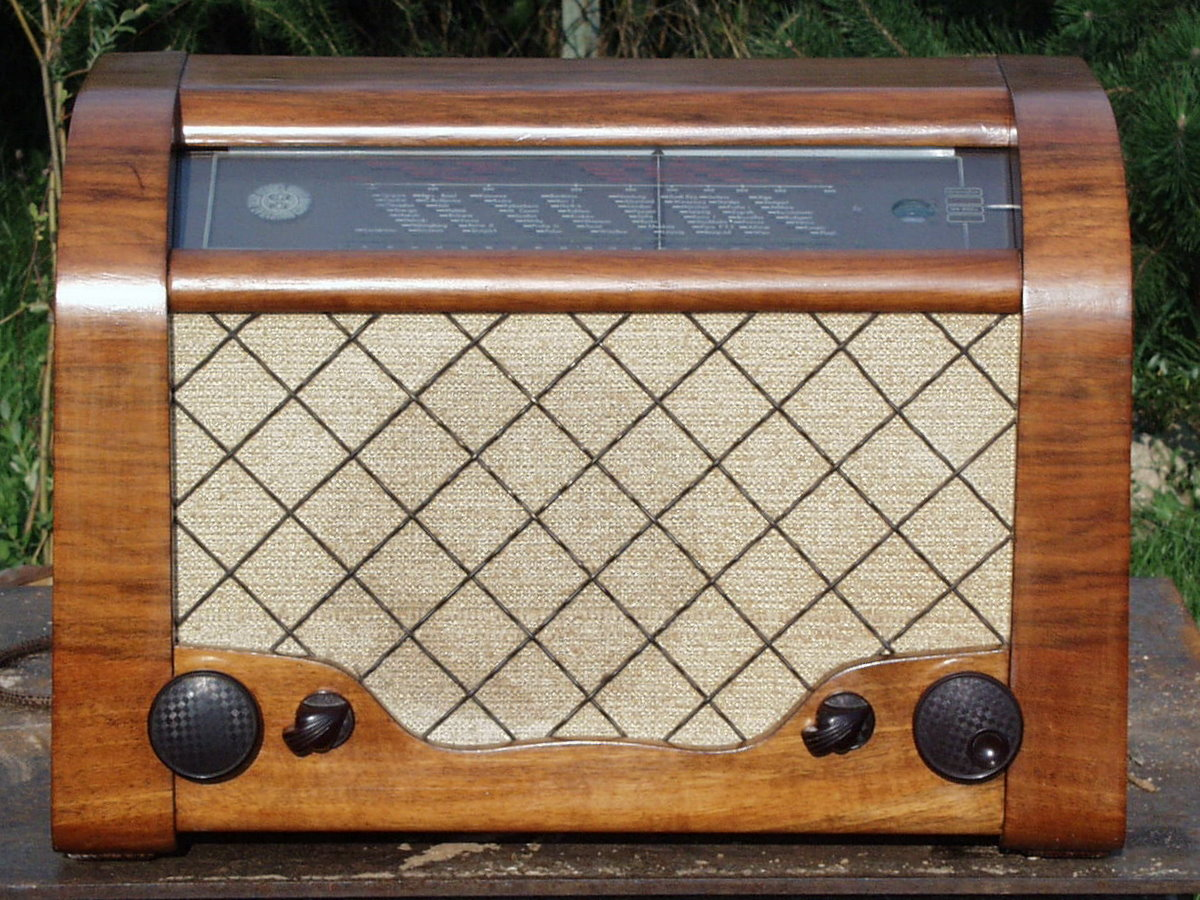
دیورا ای جی ای آر اس زی-۵۰ سال ۱۹۴۷ از لهستان